# Peso filipí
El peso filipí (en tagàlog piso ng Pilipinas o, simplement, piso; en anglès Philippine peso o, simplement, peso) és la moneda de les Filipines. El codi ISO 4217 és PHP i s'abreuja amb un símbol especial, ₱ (Unicode: U+20B1); quan manca la font, el símbol se substitueix habitualment per una simple P, o bé una P amb una línia horitzontal en comptes de dues (P). Es divideix en 100 cèntims (sentimos / centavos).

## Història
Els primers pesos que van circular a les Filipines ho feren sota la dominació espanyola, i es tractava sobretot de pesos mexicans, si bé n'hi circulaven també d'espanyols i d'altres colònies, sovint sobregravats per al seu ús a les illes. El 1852, el banc colonial espanyol (Banco Español-Filipino) emet els primers bitllets de peso específics per a l'arxipèlag, sota la denominació de pesos fuertes. Durant el període revolucionari (1898-1901), el govern rebel també va treure els seus propis bitllets i monedes de peso.
Acabat aquest curt període d'independència, la colonització nord-americana organitza l'encunyació de pesos de plata, d'un dòlar de pes, entre 1903 i 1912. És d'aquesta època que prové el format únic dels bitllets filipins, segons el model dels dòlars nord-americans. De 1941 a 1944, es van emetre bitllets tant per part dels ocupants japonesos com per part de la guerrilla.
Arran de la independència del 1946, el 3 de gener del 1949 es va crear el Banc Central de les Filipines, encarregat des d'aleshores de l'emissió de les monedes i els bitllets.

## Monedes i bitllets

Símbol del peso filipí

Emesa pel Banc Central de les Filipines (Bangko Sentral ng Pilipinas), en circulen monedes d'1, 5, 10 i 25 cèntims i d'1, 5 i 10 pesos, i bitllets de 5, 10, 20, 50, 100, 200, 500 i 1.000 pesos. Les monedes de valor més baix (1, 5 i 10 cèntims), tot i continuar tenint valor legal, no circulen gaire i el banc central ja no n'encunya.

## Taxes de canvi
- 1 EUR = 53,4344 PHP (6 de desembre de 2012)
- 1 USD = 40,9299 PHP (6 de desembre de 2012)